# عباس‌آباد (اردل)
عباس‌آباد (اردل)، روستایی از توابع بخش مرکزی شهرستان اردل در استان چهارمحال و بختیاری است.

## جمعیت
این روستا در دهستان دیناران قرار دارد و براساس سرشماری مرکز آمار ایران در سال ۱۳۸۵، جمعیت آن ۱۶۴ نفر (۲۷خانوار) بوده‌است.مردم روستا بختیاری از طایفه کورکور ایل زراسوند میباشند و به زبان لری بختیاری صحبت میکنند.